# Dvorac Oršić u Gornjoj Bistri
Dvorac Oršić je barokni dvorac u Gornjoj Bistri, sjeverno od Zagreba, zaštićeno kulturno dobro. Svojim oblikovanjem i prostornom organizacijom smatra se jednim od najznačajnijih djela barokne arhitekture u Hrvatskoj.
Građen je otprilike od 1770. do 1775. godine prema projektu nepoznatog arhitekta, a podignuo ga je podmaršal grof Krsto II. Oršić, pripadnik jedne od najbogatijih hrvatskih plemićkih obitelji. Krsto Oršić bio je i župan Zagrebačke županije, a sudjelovao je kao zapovjednik u austrijskoj vojsci za vladavine Marije Terezije. Nakon vojne karijere skrasio se na ladanju sa suprugom Josipom rođ. Zichy, gdje je sagradio ovaj raskošni dvorac. Supruga, inače poznata po svom prosvjetiteljskom radu i knjizi o liječenju životinja, umrla je 1778. u Oroslavju, nedugo nakon dovršenja dvorca, a Krsto četiri godine poslije u Zagrebu.
Dvorac ima tri krila, odnosno tlocrt u obliku slova U. Prostorije su organizirane u nizu uzduž arkadnog hodnika koji gleda prema dvorištu. U središnjoj je osi glavnoga krila smještena svečana Ovalna dvorana, ukrašena iluzionističkim zidnima slikama iz 1778. godine. Slike zasad nepoznatog majstora prikazuju u donjoj zoni naslikanu arhitekturu pilastara i niša u kojima su bogovi Jupiter, Venera, Dijana i Kronos, dok je kupola oslikana mitološkom scenom Dijane i Apolona kako sjede na oblacima okruženi muzama. U dvorcu je također sačuvana vrijedna entarzirana stolarija. U začelnom krilu dvorca nalazi se kapela sv. Josipa koja je dovršena 1774. godine, a zanimljiva je po naslikanim oltarima.
Oko dvorca je nekad bio raskošni francuski barokni vrt, kojega je sačuvan tek nacrt s kraja 18. stoljeća. Dvorac je danas, potpuno neprimjereno svojoj vrijednosti, u funkciji Bolnice za kronične dječje bolesti, a perivoj je višekratno devastiran.

## Opis dobra
Dvorac je dao sagraditi Krsto II Oršić u razdoblju od 1770. do 1775. godine. Barokni dvorac tlocrtne U osnove u drugoj etaži ima središnju ovalnu dvoranu s mitološkim fresco oslikom na svodu. Prostorna organizacija, jednaka u obje etaže, definirana je nizom prostorija uz vanjske perimetralne zidove dok se uz dvorišna pročelja proteže hodnik, presvođen nizovima čeških kapa razdijeljenih glatkim pojasnicama. Prostorije prizemlja uglavnom su presvođene bačvastim svodovima sa susvodnicama dok su prostorije kata zaključene koritastim svodovima. Dvorska kapela, smještena u dnu istočnoga krila, pravokutnog je tlocrta te zaprema visinu obiju etaža, a zaključena je češkim svodom.

## Zaštita
Pod oznakom Z-1896 zavedena je kao nepokretno kulturno dobro - pojedinačno, pravna statusa zaštićena kulturnog dobra, klasificirano kao "profana graditeljska baština".